# Nnenna Njoku
Nnenna Njoku (* 18. März 1955) ist eine ehemalige nigerianische Leichtathletin, die sich auf das Kugelstoßen spezialisiert hat.

## Sportliche Laufbahn
Nnenna Njoku nahm 1972 an den Olympischen Sommerspielen in München teil und schied dort im Hochsprung ohne eine übersprungene Höhe in der Qualifikationsrunde aus und verpasste im Kugelstoßen mit 10,63 m den Finaleinzug. Im Jahr darauf gewann sie bei den Afrikaspielen in Lagos mit 12,39 m die Silbermedaille hinter ihrer Landsfrau Evelyn Okeke. 1977 wurde sie beim IAAF World Cup in Düsseldorf mit 12,43 m Siebte im Kugelstoßen.